# 东南礁
东南礁岛，（北纬30°43.5′，东经123°09.7）。隶属于舟山市嵊泗县嵊山镇，位于嵊泗县城东76公里处。位于舟山群岛东北侧，海礁列岛南部。
东南礁是中国领海基点之一。